# Biestrzynnik
Biestrzynnik (niem. Ringwalde) – wieś w Polsce, położona w województwie opolskim, w powiecie opolskim, w gminie Ozimek, nad strugą Libawą.
W latach 1975–1998 wieś położona była w ówczesnym województwie opolskim.
W Biestrzynniku znajdują się m.in.: publiczna szkoła podstawowa, pomnik upamiętniający mieszkańców miejscowości poległych na obu wojnach światowych (odpowiednio 19 i 51) i stawy powyrobiskowe.

## Nazwa
Nazwa miejscowości wywodzi się od śląskiego określenia na pierścień – biestrzyń i jest związana być może z pierwotnym układem zabudowy miejscowości. Natomiast według niemieckiego językoznawcy Heinricha Adamy’ego nazwa pochodzi od słowa "trzcina". Heinrich Adamy w swoim dziele o nazwach miejscowości na Śląsku wydanym w 1888 roku we Wrocławiu wymienia jako najstarszą zanotowaną nazwę miejscowości Biestrzynik podając jej znaczenie "Schilfrohrort" czyli po polsku "Miejscowość trzcin".
Na przestrzni wieków nazwa ulegała zmianie, a odnotowane warianty to: Biestrzinick (1679), Biestynnik (1742), Biessdrzinnick (1783), Biestrczinek (1845), Biestrzinnik (1864). W alfabetycznym spisie miejscowości na terenie Śląska wydanym w 1830 roku we Wrocławiu przez Johanna Knie wieś występuje pod nazwą Biestrzinnik.
W 1932 roku niemiecka administracja zmieniła nazwę miejscowości na nową, całkowicie niemiecką - Ringwalde.

## Integralne części wsi
| SIMC    | Nazwa    | Rodzaj    |
| ------- | -------- | --------- |
| 0501073 | Paliwoda | część wsi |

## Historia
Najstarsza znana wzmianka o miejscowości (występującej wówczas pod nazwą Biestrzinick) pochodzi z 1679 r. i mówi ona o tym, że 12 mieszkańców Biestrzynnika zapłaciło proboszczowi ze Szczedrzyka po 1 srebrnym groszu. Mieszkańcy zajmowali się wypalaniem węgla drzewnego i wydobywaniem piasku dla okolicznych hut; w Biestrzynniku znajdowała się huta szkła „Solarnia”.
W 1823 r. w miejscowości wybudowano szkołę katolicką; przy budowie pomagali także mieszkańcy okolicznych miejscowości, dlatego do szkoły uczęszczali także uczniowie z Dylaków, Kadłuba Turawskiego i Szczedrzyka. W drugiej połowie XIX w. w Biestrzynniku znajdował się m.in. młyn wodny.
Podczas plebiscytu w 1921 r. z 284 osób głosujących 125 (ok. 44,0%) oddało głos za przynależnością do Polski. W 1933 r. powołano w miejscowości jednostkę straży pożarnej. Remiza dla jednostki została wybudowana w 1909 r.; w późniejszym okresie podjęto budowę nowej, większej remizy, jednak nie została ona ukończona. W okresie rządów NSDAP planowano budowę drogi, prowadzącej od Ozimka, przez Biestrzynnik, do Kadłuba Turawskiego. Na wytyczonej trasie wysypano wstępnie kamienie i wybudowano most nad Libawą, jednak ostatecznie plany uległy zmianie i droga przechodzi przez sąsiednie Dylaki. W 1938 r. erygowano parafię katolicką w Dylakach, włączając do niej m.in. Biestrzynnik; wcześniej miejscowość należała do parafii w Szczedrzyku.
W 1973 r. otwarto w Biestrzynniku nową szkołę. W 1975 r. mieszkanki miejscowości utworzyły zespół folklorystyczny Dzióbki.

### Demografia
W latach 1723–1725 w Biestrzynniku było 8 mieszkańców, posiadających 6,5 łana ziemi. W 1865 r. w miejscowości było 11 wolnych zagrodników, 48 chałupników i 41 chałupników wygonowych. W 1902 r. w Biestrzynniku prenumerowano 4 egzemplarze prasy polskiej.
| Rok                | 1783 | 1845 | 1885 | 1890 | 1900 | 1910 | 1925 | 1933 | 1939 | 1946 | 1960 | 1965 | 2005 |
| Liczba mieszkańców | 245  | 675  | 877  | 878  | 474  | 468  | 497  | 538  | 581  | 490  | 714  | 823  | 732  |

(Źródła:.)

## Zabytki
Katalog zabytków sztuki w Polsce z 1968 r. wymienia znajdującą się w miejscowości drewnianą chałupę (nr 36), konstrukcji wieńcowej (zrębowej), pobieloną, zbudowaną na przełomie XVIII i XIX w. 2-traktową, z sienią przy dłuższym boku, z dachem 2-spadowym (siodłowym) krytym strzechą.